# 빌헬름 마이어 푀르스터

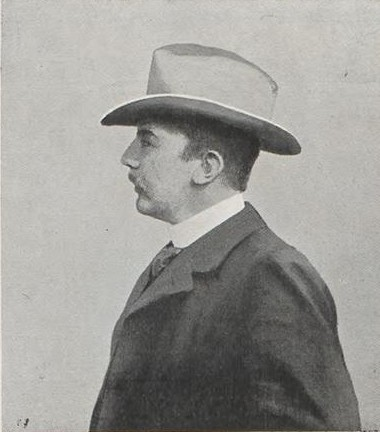
Wilhelm Meyer-Förster

빌헬름 마이어 푀르스터(Wilhelm Meyer-Förster, 1862년 6월 12일 ~ 1934년 3월 17일)는 독일의 극작가이다.
수편의 희극과 소설을 저술한 외에 작자의 학생소설 <카를 하인리히>를 각색한 5막의 <알트 하이델베르크>(1901)는 주인공인 카를 하인리히 태공전하(太公殿下)를 통하여 독일 대학생활의 담담한 청춘시절의 일면(一面)을 묘사한 것으로 베를린 극장에서 장기흥행의 기록을 세웠으며 세계적으로도 유명해졌다.